# Ёна (паровоз)
«Ёна» (Yonah — транскрипция на латинский ᏲᎾ, с чер. — «Медведь») — американский паровоз с осевой формулой 2-2-0 (по классификации Уита — 4-4-0). Один из локомотивов преследователей в «Великой паровозной гонке», произошедшей в период Гражданской войны.

## История
Паровоз был выпущен в 1848 году на заводе Rogers, Ketchum and Grosvenor в Патерсоне (штат Нью-Джерси) и продан Западно-Атлантической железной дороге, для которой стал девятым локомотивом, в том числе третьим типа 2-2-0. О его службе известно мало, но наиболее вероятно, что он использовался для доставки составов со стройматериалами, так как в тот период ещё велось строительство дороги между Атлантой (Джорджия) и Чаттанугой (Теннесси). В связи с появлением более мощных локомотивов, в 1857 году «Ёна» был сдан в аренду Энтони Куперу и обслуживал 4-мильную промышленную ветку вдоль реки Этова, используемую для оборота грузовых вагонов между сталелитейным заводом Купера и основной железнодорожной линией.
Утром 12 апреля 1862 года «Ёна» находился в начале промышленной ветки и разогревал котёл, когда по основной линии мимо проехал захваченный рейдерами-федератами паровоз «Генерал». Видя в «Ёне» угрозу, некоторые рейдеры предложили его уничтожить, однако их лидер Джеймс Эндрюс посчитал, что в этом нет никакого смысла, а лишь привлечёт нежелательное внимание. Спустя час с небольшим, когда «Ёна» уже собирался отправиться к заводу, на станцию Этова на путевой тележке прибыла возглавляемая проводником Уильямом Фуллером группа людей, которые преследовали «Генерала». Успев задержать «Ёну» и кратко объяснив ситуацию, Фуллер с присоединившимися к нему добровольцами направился на нём к Кингстону; по свидетельствам Фуллера, дистанцию в 13 миль (21 км) они преодолели всего за 16 минут, то есть со средней скоростью около 50 миль/ч (80 км/ч). Из-за того, что в Кингстоне свободный проезд оказался заблокирован встречными грузовыми поездами, преследователи были вынуждены оставить «Ёну» и пересесть на локомотив «Уильям Смит» Ромской железной дороги.
По некоторым данным, после Гражданской войны локомотив был переведён в Атланту, где использовался как парогенератор для нужд дороги. В списке локомотивов дороги на январь 1873 года «Ёна» уже был указан как списанный; больше в списках локомотивов он не появлялся. Вероятно, он некоторое время использовался как стационарная паросиловая установка, после чего был списан и утилизирован.

## В культуре

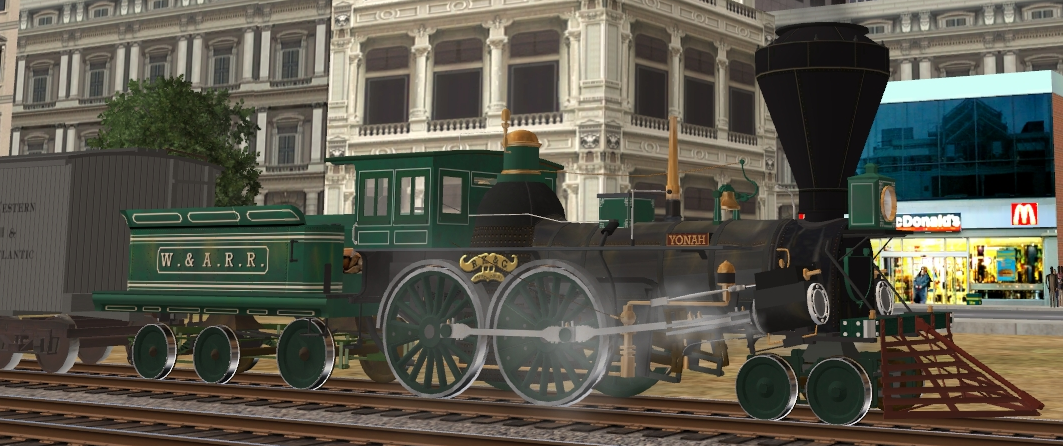
«Ёна» в игре Trainz

В фильме «Крутой маршрут» (1956) студии Walt Disney Pictures роль паровоза «Ёна» исполнил «Лафайетт» (Lafayette) 1927 года постройки, который является репликой одноимённого паровоза 1837 года выпуска; «Лафайетт» при этом относится к типу 2-1-0, а потому на самом деле не похож на оригинального «Ёну».
Существует цифровая модель «Ёны» для компьютерной игры Trainz.